# Gnathotrusia erebia
Gnathotrusia erebia är en fjärilsart som beskrevs av Johannes Karl Max Röber 1914. Gnathotrusia erebia ingår i släktet Gnathotrusia och familjen praktfjärilar. Inga underarter finns listade i Catalogue of Life.